# Battaglia di Carlow
La battaglia di Carlow fu combattuta durante la rivolta irlandese del 1798 tra i ribelli irlandesi locali e i soldati britannici il 25 maggio 1798, un giorno dopo lo scoppio della rivolta, dopo le notizie degli assalti alle roccaforti inglesi in tutta la vicina contea di Kildare.
La rivolta fu capitanata per parte irlandese da un giovane calzolaio di nome Mick Heydon, il quale aveva appena preso il posto di Peter Ivers, il precedente leader locale della società segreta Society of United Irishmen, che aveva organizzato la sommossa indipendentista in tutto il territorio irlandese. Ivers era stato arrestato nel marzo di quello stesso anno durante una irruzione della polizia inglese nella casa del rivoluzionario e leader degli United Irishmen, Oliver Bond; l'irruzione portò all'arresto di tutti i partecipanti alla riunione clandestina.
La notte del 24 maggio il giovane Heydon radunò un folto gruppo di ribelli, provenienti da numerose parti del circondario, come Grange, Hacketstown, Tullow e Leighlin. Secondo i piani dei ribelli, il gruppo avrebbe dovuto penetrare nelle vie cittadine ed unirsi presso il ponte di Graigue Bridge ad un secondo gruppo di rivoltosi provenienti dalla vicina contea di Laois.
Tuttavia gli inglesi erano già al corrente del tentativo di insurrezione, a causa di una missiva che era stata intercettata giorni prima, e perché gli stessi rivoltosi erano già stati avvistati la sera prima mentre si assemblavano da una pattuglia inglese appartenente alla milizia di North Cork. Le forze inglesi nella guarnigione locale erano composte da un battaglione di dragoni appartenente al 9th Queen's Royal Lancers, dalla compagnia leggera della milizia di North Cork, da un battaglione della milizia di Louth, oltre che dal corpo di volontari di Carlow, per un totale di circa 450 soldati. Secondo il piano inglese, gran parte del contingente sarebbe stato posto sui tetti e alle finestre delle abitazioni lungo le vie principali della città, in modo da poter colpire dall'alto i rivoltosi ignari di cadere in trappola.
Dopo essersi assemblati a circa due miglia dalla città, nella proprietà di un loro simpatizzante, il barone Sir Edward Crosbie, e, intorno alle 2:00 del mattino del 25 maggio si diressero verso Carlow entrando nella città attracersando Tullow Street. I rivoltosi, senza alcuna precauzione, penetrarono nelle strade convinti di essersi impadroniti della città senza colpo ferire, e di essere riusciti a sorprendere la guarnigione inglese. Ad essi si riunirono ben presto anche numerosi abitanti della cittadina, soprattutto di religione cattolica, ma ben presto, giunti nei pressi di Potato Market, i rivoltosi si resero ben presto conto della realtà quando gli inglesi dall'alto dei tetti e delle abitazioni iniziarono a sparare all'impazzata. A nulla valse la loro fuga disordinata verso la ritirata, che si risolse nella maggior parte dei casi in una fuga disperata nelle abitazioni private dove li attendevano i soldati inglesi pronti a far fuoco. Si stima che circa sei abitazioni, dove i rivoltosi si erano trincerati, vennero bruciate durante i combattimenti dagli inglesi. Il giorno successivo gli inglesi raccolsero circa cinquecento corpi dalle strade e dalle case incendiate, che vennero tutti portati all'estremità più lontana di Graigue Bridge, dove vennero sepolti in tre fosse comuni.
Del gruppo di ribelli che avrebbero dovuto unirsi al corpo principale presso Graigue Bridge, avendo saputo che sul luogo erano stati piazzati due cannoni, deviarono il loro percorso e si diressero verso il vicino villaggio di Ballyckmoiler, dove presero d'assalto, incendiandole, le case appartenenti ai protestanti, accanendosi in particolare contro la dimore di un pastore protestante, il reverendo John Witty, il quale tuttavia con l'aiuto di circa undici persone, respinse l'assalto uccidendo diversi rivoltosi i quali si ritirarono intorno alle sei del mattino.
Le rappresaglie per l'assalto dei ribelli furono davvero pesanti, prima fra tutte l'esecuzione del barone Edward Crosbie, il quale, dopo un processo farsa, venne condannato a morte e impiccato a Carlow il 5 giugno 1798 con l'accusa di aver ospitato i ribelli nella sua tenuta e di aver partecipato direttamente con loro all'assalto nelle vie cittadine. Si stima che almeno altre 150 persone vennero arrestate e poi condannate a morte, e in loro memoria venne eretto nel 1898 un monumento, ancora oggi visibile, noto con il nome di Croppy Grave Memorial, per volere del poeta locale Rowan McCombe.